# ハーレー インターナショナル
ハーレー（Hurley）は1999年設立の米国カリフォルニア州発祥のサーフブランド。ナイキ傘下時代(2002-2019)を経て、現在は金融ファンドである米ブルースターアライアンス社傘下。(2020-)
日本市場に於いては現在のジャパン社の親会社がブルースターアライアンス社から日本に於けるブランドIPと事業を完全に買い取り、新たに法人を開設(2020)。この為、ブルースターアライアンス社からは独立した日本独資、日本のブランドとなる。
沿革:
創業者であるボブ・ハーレーが1979年に、サーフボードブランド「Hurley Surfboards」をカルフォルニアのコスタメサにて設立したのがスタートとなる。
1982年に、オーストラリアのサーフ・アパレルブランドの全米のライセンシーとしてそのブランドに携わり全米トップサーフブランドにまで成長。しかし、サーフの枠にとらわれず、音楽やアートを含めた総合ライフスタイルブランドとして活動を望み、1999年に「Hurley international」を設立した。
2002年にナイキの子会社となり、同年にハーレージャパン、ハーレーオーストラリア、ハーレーヨーロッパの各法人を設立、卸売をスタート。
2019年にナイキはハーレーのブランドIPと関わる全世界事業を他社へ売却する計画が進行中であることを発表。最終的に同年、米国の東海岸を拠点とする金融ファンド、ブルースターアライアンス社に売却を行った。以降ナイキとハーレーとの資本関係は勿論、技術面やマーケティングなど全ての協力関係は解消された。
また売却に伴い、これまでブランドを牽引した創始者、ボブ・ハーレー及びそのファミリーメンバーもハーレー社を退職し、ブランドとの関係性を一切解消した。
2020年以降、米国本国ではブルースターアライアンス社が8社程度の専業アパレル・ライセンシーにブランドを商品カテゴリー別に細分化する形で、ライセンスビジネスを展開中。
金融ファンド、ブルースターアライアンス社の下、サポート・プロ・サーファー、チーム・ライダーの為の予算は大幅に削減され、多くのプロ・スター・サーファーがハーレー・ブランド・サーフ・チームから離脱した。チームの大看板だった、次世代のケリー・スレーターこと、ジョン・ジョン・フローレンスもその中の一人。彼は、ハーレーからの大幅減額要請の契約を一蹴、ハーレーとの関係を解消し、同時にブランドを去った、ハーレーブランドの創始者、ボブ・ハーレーとともに、2021年より自身の名前を冠した新アウトドア・ブランド、Florence Marine X を米国を歯切りにスタートさせた。(日本上陸、2022年5月。)
また、日本市場に於いても、2020年にブルースターアライアンス社は、掛かる地域のハーレーブランドのブランドIP並びに事業を丸ごと、現在のハーレージャパン株式会社のオーナー会社に対し売却を完了しており、日本は独自でブランドを保持する日本ブランドという形となった。